# Babycurus solegladi
Espèce
Babycurus solegladi est une espèce de scorpions de la famille des Buthidae.

## Distribution
Cette espèce est endémique du Soudan du Sud. Elle se rencontre vers Loka.

## Description
La femelle holotype mesure 47,1 mm.

## Étymologie
Cette espèce est nommée en l'honneur de Michael E. Soleglad.

## Publication originale
- Lourenço, 2005 : « Description of three new species of scorpion from Sudan (Scorpiones, Buthidae). » Boletín de la Sociedad Entomológica Aragonesa, p. 21-28 (texte intégral).